# Pelagiarctos thomasi
Pelagiarctos thomasi (лат.) — вид вымерших морских млекопитающих из семейства моржовые отряда хищных. Единственный вид рода Pelagiarctos. Жил примерно от 15,97 до 13,82 млн лет назад в раннем миоцене на территории современного штата Калифорния, США. Первоначально он был описан как Otariidae, хотя теперь его обычно считают базальным Odobenidae.

## Анатомия
На сегодняшний день известны только несколько фрагментов челюстей представителей этого вида. Сами челюсти примерно такого же размера, как у жившего в тот же период ластоногого Allodesmus kernensis, но отличаются тем, что щечные зубы имеют два корня (вместо одного, как у Allodesmus) и что сама зубная кость значительно толще. Они также сильно васкуляризированы и оснащены большими подбородочными отверстиями, что указывает на то, что губы Pelagiarctos thomasi могли быть несколько мясистыми. Щечные зубы напоминают зубы некоторых наземных хищников, особенно псовых из вымершего подсемейства Borophaginae и гиен. Это, в сочетании с крепкими зубными рядами, указывает на то, что Pelagiarctos thomasi, вероятно, имел большую силу укуса. Хотя никаких посткраниальных останков пока не обнаружено, размер зубной кости предполагает общую длину около 2,5-3 метров.

## Среда обитания
Ископаемые остатки вида до сих пор были обнаружены только Sharktooth Hill Bonebed, расположенном в округе Керн, Калифорния. Костяному пласту примерно 15,97-13,65 миллионов лет, и предполагается, что он образовался в прибрежной зоне у берегов миоценовой северной части Тихого океана.
Отложения, где найден Pelagiarctos, также содержали множество других видов океанских позвоночных, включая акул (Isurus, Sphyrna, Carcharocles), черепах (Psephophorus), морских птиц (Osteodontornis, Diomedea, Puffinus), китообразных (Prosqualodon, Aulophyseter, Parietobalaena) и других ластоногих (Allodesmus, Neotherium).

## Палеобиология
Из-за крупных размеров, челюстей, приспособленных к разрезанию костей костей, и редкости в летописи окаменелостей, Pelagiarctos ранее считался охотников на других крупных морских позвоночных. Если это так, то это сделало бы Pelagiarctos уникальным среди ластоногих, поскольку большинство других видов адаптированы к гораздо более мелкой добыче, такой как рыба или кальмары. Pelagiarctos, скорее всего, охотился на ластоногого Allodesmus (который был очень распространен в его среде обитания), но он также мог охотиться на других морских млекопитающих, таких как Metaxytherium или Paleoparadoxia. Но исследование 2014 года показало, что это не был высший хищник.